# Élections législatives de 1973 en Meurthe-et-Moselle
Les élections législatives françaises de 1973 se déroulent les 4 et 11 mars 1973. Dans le département de Meurthe-et-Moselle, sept députés sont à élire dans le cadre de sept circonscriptions.

## Élus
| Circonscription | Député sortant                              | Parti | Parti | Député élu ou réélu           | Parti | Parti         |
| --------------- | ------------------------------------------- | ----- | ----- | ----------------------------- | ----- | ------------- |
| 1re             | Jean-Jacques Servan-Schreiber               |       | PRV   | Jean-Jacques Servan-Schreiber |       | PRV           |
| 2e              | William Jacson                              |       | UDR   | Claude Coulais                |       | RI            |
| 3e              | Pierre Weber                                |       | RI    | Pierre Weber                  |       | RI            |
| 4e              | Jean Bichat                                 |       | RI    | Jean Bichat                   |       | RI            |
| 5e              | Christian Fouchet                           |       | UDR   | Christian Fouchet             |       | Divers droite |
| 6e              | Hubert Martin                               |       | RI    | Gilbert Schwartz              |       | PCF           |
| 7e              | Robert Richoux suppléant de Jacques Trorial |       | CDP   | Robert Drapier                |       | MR            |

## Résultats

### Résultats à l'échelle du département
| Parti                 | Parti                                   | Premier tour | Premier tour | Second tour | Second tour | Sièges |
| Parti                 | Parti                                   | Voix         | %            | Voix        | %           | Sièges |
| --------------------- | --------------------------------------- | ------------ | ------------ | ----------- | ----------- | ------ |
|                       | Parti communiste français               | 71 671       | 23,31        | 87 812      | 28,29       | 1      |
|                       | Parti socialiste                        | 40 910       | 13,31        | 41 594      | 13,40       | 0      |
|                       | Parti socialiste unifié                 | 9 727        | 3,16         |             |             | 0      |
|                       | Mouvement des radicaux de gauche        | 5 056        | 1,64         | 0           |             |        |
|                       | Union de la gauche                      | 127 364      | 41,43        | 129 406     | 41,69       | 1      |
|                       |                                         |              |              |             |             |        |
|                       | Républicains indépendants               | 51 286       | 16,68        | 82 947      | 26,73       | 3      |
|                       | Divers droite                           | 30 430       | 9,90         | 17 842      | 5,75        | 1      |
|                       | Union des démocrates pour la République | 23 856       | 7,76         | 56          | 0,02        | 0      |
|                       | Centre démocratie et progrès            | 10 235       | 3,33         |             |             | 0      |
|                       | Divers droite (gaulliste)               | 10 138       | 3,30         | 14 026      | 4,52        | 0      |
|                       | Union des républicains de progrès       | 125 945      | 40,97        | 114 871     | 37,01       | 4      |
|                       |                                         |              |              |             |             |        |
|                       | Mouvement réformateur                   | 49 407       | 16,07        | 66 088      | 21,29       | 2      |
|                       | Extrême gauche                          | 3 434        | 1,12         |             |             | 0      |
|                       | Gaullistes d'opposition                 | 727          | 0,24         | 0           |             |        |
|                       | Parti radical                           | 558          | 0,18         | 0           |             |        |
|                       |                                         |              |              |             |             |        |
| Inscrits              | Inscrits                                | 393 430      | 100,00       | 393 368     | 100,00      | 7      |
| Abstentions           | Abstentions                             | 78 045       | 19,84        | 74 428      | 18,92       |        |
| Votants               | Votants                                 | 315 385      | 80,16        | 318 940     | 81,08       |        |
| Blancs et nuls        | Blancs et nuls                          | 7 950        | 2,52         | 8 575       | 2,69        |        |
| Exprimés              | Exprimés                                | 307 435      | 97,48        | 310 365     | 97,31       |        |
| Source : Data.gouv.fr |                                         |              |              |             |             |        |

### Résultats par circonscription

#### Première circonscription (Nancy-Nord)
| Candidat       | Candidat                                    | Parti                     | Premier tour | Premier tour | Second tour | Second tour |  |
| Candidat       | Candidat                                    | Parti                     | Voix         | %            | Voix        | %           |  |
| -------------- | ------------------------------------------- | ------------------------- | ------------ | ------------ | ----------- | ----------- |  |
|                | Jean-Jacques Servan-Schreiber sortant réélu | Rad (MR)                  | 16 188       | 30,15        | 23 335      | 42,21       |  |
|                | Michel Antoine                              | PCF                       | 10 521       | 19,59        | 17 921      | 32,42       |  |
|                | Roger Souchal                               | Divers droite (Gaulliste) | 10 138       | 18,88        | 14 026      | 25,37       |  |
|                | Francine Henrich                            | CDP (URP)                 | 6 505        | 12,11        |             |             |  |
|                | Patrice Gassenbach                          | MRG (UGSD)                | 5 056        | 9,42         |             |             |  |
|                | François Borella                            | PSU                       | 3 034        | 5,65         |             |             |  |
|                | Michèle Lanchon                             | LO                        | 1 054        | 1,96         |             |             |  |
|                | André Burlereaux                            | Divers droite             | 644          | 1,2          |             |             |  |
|                | Marcel Deville                              | Rad                       | 558          | 1,04         |             |             |  |
|                |                                             |                           |              |              |             |             |  |
| Inscrits       | Inscrits                                    | Inscrits                  | 70 094       | 100,00       | 70 070      | 100,00      |  |
| Abstentions    | Abstentions                                 | Abstentions               | 15 016       | 21,42        | 13 798      | 19,69       |  |
| Votants        | Votants                                     | Votants                   | 55 078       | 78,58        | 56 272      | 80,31       |  |
| Blancs et nuls | Blancs et nuls                              | Blancs et nuls            | 1 380        | 2,51         | 990         | 1,76        |  |
| Exprimés       | Exprimés                                    | Exprimés                  | 53 698       | 97,49        | 55 282      | 98,24       |  |

#### Deuxième circonscription (Nancy-Ouest)
| Candidat       | Candidat               | Parti          | Premier tour | Premier tour | Second tour | Second tour |  |
| Candidat       | Candidat               | Parti          | Voix         | %            | Voix        | %           |  |
| -------------- | ---------------------- | -------------- | ------------ | ------------ | ----------- | ----------- |  |
|                | Claude Coulais élu     | RI (URP)       | 13 350       | 23,86        | 28 459      | 50,94       |  |
|                | Gérard Cureau          | PS (UGSD)      | 12 545       | 22,42        | 27 358      | 48,96       |  |
|                | William Jacson sortant | UDR (URP)      | 9 572        | 17,11        | 56          | 0,1         |  |
|                | Jean Zaffagni          | PCF            | 8 918        | 15,94        | Retrait     | Retrait     |  |
|                | Jacqueline Nebout      | Rad (MR)       | 8 465        | 15,13        | Retrait     | Retrait     |  |
|                | Michel Boutonnet       | PSU            | 1 780        | 3,18         |             |             |  |
|                | Marcel Cordier         | FP             | 727          | 1,3          |             |             |  |
|                | Dominique Gérardin     | LCR            | 593          | 1,06         |             |             |  |
|                |                        |                |              |              |             |             |  |
| Inscrits       | Inscrits               | Inscrits       | 74 418       | 100,00       | 74 415      | 100,00      |  |
| Abstentions    | Abstentions            | Abstentions    | 17 048       | 22,91        | 16 775      | 22,54       |  |
| Votants        | Votants                | Votants        | 57 370       | 77,09        | 57 640      | 77,46       |  |
| Blancs et nuls | Blancs et nuls         | Blancs et nuls | 1 420        | 2,48         | 1 767       | 3,07        |  |
| Exprimés       | Exprimés               | Exprimés       | 55 950       | 97,52        | 55 873      | 96,93       |  |

#### Troisième circonscription (Nancy-Sud-Est)
| Candidat       | Candidat                    | Parti          | Premier tour | Premier tour | Second tour | Second tour |  |
| Candidat       | Candidat                    | Parti          | Voix         | %            | Voix        | %           |  |
| -------------- | --------------------------- | -------------- | ------------ | ------------ | ----------- | ----------- |  |
|                | Pierre Deiber               | MR             | 7 383        | 16,5         | 13 840      | 30,61       |  |
|                | Pierre Weber sortant réélu  | RI (URP)       | 7 321        | 16,36        | 16 745      | 37,03       |  |
|                | René Aubert                 | PCF            | 7 178        | 16,04        | 14 629      | 32,36       |  |
|                | André Eigner                | UDR (URP)      | 6 780        | 15,15        | Retrait     | Retrait     |  |
|                | Julien Bridoux              | PS (UGSD)      | 6 338        | 14,16        | Retrait     | Retrait     |  |
|                | Roland Teyssandier          | Divers droite  | 4 456        | 9,96         |             |             |  |
|                | Marie-Jeanne Bleuzet-Julbin | Divers droite  | 3 208        | 7,17         |             |             |  |
|                | Marie-Claude Vayssade       | PSU            | 2 092        | 4,67         |             |             |  |
|                |                             |                |              |              |             |             |  |
| Inscrits       | Inscrits                    | Inscrits       | 61 243       | 100,00       | 61 247      | 100,00      |  |
| Abstentions    | Abstentions                 | Abstentions    | 14 958       | 24,42        | 14 553      | 23,76       |  |
| Votants        | Votants                     | Votants        | 46 285       | 75,58        | 46 694      | 76,24       |  |
| Blancs et nuls | Blancs et nuls              | Blancs et nuls | 1 529        | 3,3          | 1 480       | 3,17        |  |
| Exprimés       | Exprimés                    | Exprimés       | 44 756       | 96,7         | 45 214      | 96,83       |  |

#### Quatrième circonscription (Lunéville)
| Candidat       | Candidat                  | Parti          | Premier tour | Premier tour | Second tour | Second tour |  |
| Candidat       | Candidat                  | Parti          | Voix         | %            | Voix        | %           |  |
| -------------- | ------------------------- | -------------- | ------------ | ------------ | ----------- | ----------- |  |
|                | Jean Bichat sortant réélu | RI (URP)       | 13 959       | 35,84        | 18 210      | 46,54       |  |
|                | André Claudel             | PCF            | 7 941        | 20,39        | 12 803      | 32,72       |  |
|                | Jacques Vallin            | MR             | 6 191        | 15,9         | 8 111       | 20,73       |  |
|                | Jean Lhommée              | PS (UGSD)      | 5 212        | 13,38        | Retrait     | Retrait     |  |
|                | Henri Formell             | Divers droite  | 4 576        | 11,75        |             |             |  |
|                | Robert Canault            | LO             | 1 067        | 2,74         |             |             |  |
|                |                           |                |              |              |             |             |  |
| Inscrits       | Inscrits                  | Inscrits       | 48 947       | 100,00       | 48 930      | 100,00      |  |
| Abstentions    | Abstentions               | Abstentions    | 8 767        | 17,91        | 8 869       | 18,13       |  |
| Votants        | Votants                   | Votants        | 40 180       | 82,09        | 40 061      | 81,87       |  |
| Blancs et nuls | Blancs et nuls            | Blancs et nuls | 1 234        | 3,07         | 937         | 2,34        |  |
| Exprimés       | Exprimés                  | Exprimés       | 38 946       | 96,93        | 39 124      | 97,66       |  |

#### Cinquième circonscription (Toul)
| Candidat       | Candidat                        | Parti               | Premier tour | Premier tour | Second tour | Second tour |  |
| Candidat       | Candidat                        | Parti               | Voix         | %            | Voix        | %           |  |
| -------------- | ------------------------------- | ------------------- | ------------ | ------------ | ----------- | ----------- |  |
|                | Christian Fouchet sortant réélu | Divers droite (URP) | 11 489       | 35,06        | 17 356      | 54,11       |  |
|                | Claire Leclerc                  | Divers droite       | 6 057        | 18,48        | 486         | 1,52        |  |
|                | Jean Feidt                      | PS (UGSD)           | 5 699        | 17,39        | 14 236      | 44,38       |  |
|                | Jean Égloffe                    | PCF                 | 4 488        | 13,7         | Retrait     | Retrait     |  |
|                | Pierre Maire                    | CD (MR)             | 3 664        | 11,18        | Retrait     | Retrait     |  |
|                | Louis Steffen                   | PSU                 | 1 374        | 4,19         |             |             |  |
|                |                                 |                     |              |              |             |             |  |
| Inscrits       | Inscrits                        | Inscrits            | 41 339       | 100,00       | 41 323      | 100,00      |  |
| Abstentions    | Abstentions                     | Abstentions         | 7 464        | 18,06        | 7 681       | 18,59       |  |
| Votants        | Votants                         | Votants             | 33 875       | 81,94        | 33 642      | 81,41       |  |
| Blancs et nuls | Blancs et nuls                  | Blancs et nuls      | 1 104        | 3,26         | 1 564       | 4,65        |  |
| Exprimés       | Exprimés                        | Exprimés            | 32 771       | 96,74        | 32 078      | 95,35       |  |

#### Sixième circonscription (Briey)
| Candidat       | Candidat              | Parti          | Premier tour | Premier tour | Second tour | Second tour |  |
| Candidat       | Candidat              | Parti          | Voix         | %            | Voix        | %           |  |
| -------------- | --------------------- | -------------- | ------------ | ------------ | ----------- | ----------- |  |
|                | Gilbert Schwartz élu  | PCF            | 17 668       | 43,49        | 21 719      | 52,65       |  |
|                | Hubert Martin sortant | RI (URP)       | 16 656       | 41           | 19 533      | 47,35       |  |
|                | Gaston Perrin         | PS (UGSD)      | 4 850        | 11,94        | Retrait     | Retrait     |  |
|                | Marcel Cunin          | PSU            | 1 447        | 3,56         |             |             |  |
|                |                       |                |              |              |             |             |  |
| Inscrits       | Inscrits              | Inscrits       | 47 729       | 100,00       | 47 727      | 100,00      |  |
| Abstentions    | Abstentions           | Abstentions    | 6 457        | 13,53        | 5 649       | 11,84       |  |
| Votants        | Votants               | Votants        | 41 272       | 86,47        | 42 078      | 88,16       |  |
| Blancs et nuls | Blancs et nuls        | Blancs et nuls | 651          | 1,58         | 826         | 1,96        |  |
| Exprimés       | Exprimés              | Exprimés       | 40 621       | 98,42        | 41 252      | 98,04       |  |

#### Septième circonscription (Longwy)
| Candidat       | Candidat               | Parti          | Premier tour | Premier tour | Second tour | Second tour |  |
| Candidat       | Candidat               | Parti          | Voix         | %            | Voix        | %           |  |
| -------------- | ---------------------- | -------------- | ------------ | ------------ | ----------- | ----------- |  |
|                | Antoine Porcu          | PCF            | 14 957       | 36,76        | 20 740      | 49,93       |  |
|                | Robert Drapier élu     | MR             | 7 516        | 18,47        | 20 802      | 50,07       |  |
|                | Roger Ehrismann        | UDR (URP)      | 7 504        | 18,44        | Retrait     | Retrait     |  |
|                | Maurice Lefort         | PS (UGSD)      | 6 266        | 15,4         | Retrait     | Retrait     |  |
|                | Robert Richoux sortant | CDP            | 3 730        | 9,17         |             |             |  |
|                | Guy Boudet             | LO             | 720          | 1,77         |             |             |  |
|                |                        |                |              |              |             |             |  |
| Inscrits       | Inscrits               | Inscrits       | 49 660       | 100,00       | 49 656      | 100,00      |  |
| Abstentions    | Abstentions            | Abstentions    | 8 335        | 16,78        | 7 103       | 14,3        |  |
| Votants        | Votants                | Votants        | 41 325       | 83,22        | 42 553      | 85,7        |  |
| Blancs et nuls | Blancs et nuls         | Blancs et nuls | 632          | 1,53         | 1 011       | 2,38        |  |
| Exprimés       | Exprimés               | Exprimés       | 40 693       | 98,47        | 41 542      | 97,62       |  |